# Allvar Gullstrand
Allvar Gullstrand (Landskrona, 5. lipnja 1862. – Stockholm, 28. srpnja 1930.), švedski okulist i optičar
- 1911. - Nobelova nagrada za fiziologiju ili medicinu